# Brachygonia oculata
Brachygonia oculata – gatunek ważki z rodziny ważkowatych (Libellulidae).